# Квашнино (Еврейская автономная область)
Квашнино́ — село в Ленинском районе Еврейской автономной области, входит в Дежнёвское сельское поселение.

## География
Село Квашнино стоит на левом берегу реки Биджан, примерно в 6 км выше административного центра сельского поселения села Дежнёво.
Дорога к селу Квашнино идёт на запад от села Дежнёво.
Расстояние до административного центра сельского поселения села Дежнёво около 5 км, расстояние до районного центра села Ленинское около 44 км (через Новое и Кукелево).

## Население
| 1869 | 1879 | 1917 | 1924 | 1992 | 2002 | 2010 |
| ---- | ---- | ---- | ---- | ---- | ---- | ---- |
| 248  | ↘243 | ↗501 | ↘479 | ↘447 | ↘262 | ↘238 |

## Инфраструктура
- Сельскохозяйственные предприятия Ленинского района.